# Bernard Lietaer
Bernard Lietaer (Lauwe, 7 febbraio 1942 – Hoyerhagen, 4 febbraio 2019) è stato un economista belga, teorico della moneta complementare.

## Biografia
Laureatosi presso il Massachusetts Institute of Technology nel 1971 con una tesi sul funzionamento del sistema monetario fiat nell'ambito del mercato valutario moderno, egli riceve improvvisamente l'attenzione del mondo accademico allorquando il sistema a cambio fisso stabilito con gli accordi di Bretton Woods è abbandonato per via della decisione dell'allora presidente statunitense Richard Nixon di lasciare il dollaro USA in libera fluttuazione sui mercati valutari. In precedenza il sistema a cambio variabile era adottato solo in una parte dell'America Latina e sino ad allora tale sistema aveva ricevuto scarsa attenzione in ambito accademico. Lietaer, che aveva basato il suo studio proprio sull'analisi del funzionamento del sistema a cambio variabile nell'America Latina, si ritrova dunque al centro dell'attenzione del mondo dell'economia avendo descritto nella sua ricerca il sistema ora adottato da tutte le più importanti valute del mondo.
Diviene quindi membro della Banca Nazionale del Belgio in qualità di suo rappresentante presso la Banca dei Regolamenti Internazionali e successivamente rivolge il suo studio teorico allo sviluppo dello strumento finanziario della moneta complementare in qualità di mezzo di commutazione con cui è possibile scambiare beni e servizi (affiancando il denaro ufficiale, rispetto al quale è complementare). Durante il periodo 1987-91 la migliore performance a livello mondiale per un fondo valutario è ottenuta dal fondo (Gaia Hedge II) da lui gestito. Di conseguenza, nel 1992 la rivista statunitense Business Week lo nomina in qualità di miglior trader valutario del mondo.
Lietaer muore il 4 febbraio 2019 nella sua casa a Hoherhagen, in Germania.

## Opere principali
- The Future of Money (London: Random House, 2001)
- New Money for a New World (Qiterra Press 2011) (con Stephen Belgin)
- Gwendolyn Hallsmith e Bernard Lietaer, Creating Wealth: Growing Local Economies with Local Currencies, New Society Publishers, 28 maggio 2011, ISBN 978-0-86571-667-4.
- Money and Sustainability: The Missing Link / A report from the Club of Rome (con Christian Arnsperger, Sally Goerner e Stefan Brunnhuber) (Triarchy Press 2012)
- People Money: The Promise of Regional Currencies (con Margrit Kennedy e John Rogers) (Triarchy Press 2012)
- Money and Sustainability: The Missing Link (con Christian Arnsperger, Sally Goerner e Stefan Brunnhuber), Triarchy Press Ltd, 30. May 2012, ISBN 978-1908009777